# Baldy Mountain (Philmont Scout Ranch)
Baldy Mountain er det højeste bjerg i Philmont Scout Ranch, New Mexico. Toppen er 3.792 meter over havet.
| Geologi | Spire Denne artikel om geologi er en spire som bør udbygges. Du er velkommen til at hjælpe Wikipedia ved at udvide den. |

36°38′N 105°13′V / 36.63°N 105.21°V